# Pianeta donna
Pianeta donna è un album in studio del cantante italiano Don Backy, pubblicato nel marzo 2017.

## Tracce
1. La porta del paradiso
2. Cavallo pazzo
3. Mai più
4. Rapsodia
5. Rapsodia in Red
6. Pianeta donna
7. Brinderò
8. Non è un addio
9. Farfalla
10. Arriva Maria
11. Cuore di pietra
12. Nel vento
13. Pregherò